# Téhéran 43
Pour les articles homonymes, voir Téhéran (homonymie) et Nid d'espions.
Pour plus de détails, voir Fiche technique et Distribution.
Téhéran 43, nid d'espions (titre original russe : Тегеран-43) est un film d'espionnage franco-helvético-soviétique réalisé par Alexandre Alov et Vladimir Naoumov, sorti en 1981. La chanson du film Une vie d'amour interprétée par Charles Aznavour, rencontre un immense succès à sa sortie en France, en URSS et dans les pays de l'Est. La distribution internationale inclut Alain Delon, Claude Jade, Curd Jürgens et Georges Géret.

## Synopsis
Le film révèle un projet d'attentat par les nazis  (Opération Grand Saut) contre Winston Churchill, Joseph Staline et Franklin D. Roosevelt en 1943 lors de la conférence à Téhéran. Agent des services soviétiques, André Ilytch (Igor Kostolevsky) assiste à Londres en 1980 à une vente aux enchères de documents secrets datant de 1943, négociés par Max Richard (Armen Djigarkhanian). Max était un espion nazi, commandé par Scherner (Albert Filozov), pour commettre un attentat contre les « trois grands » Churchill, Staline et Roosevelt. 1943, ce qui est l'année de l'amour entre André et la jeune Française Marie (Natacha Belokhvostikova).
En 1980 à Paris, André la sait toujours en danger puisque Scherner, chef d'un important réseau terroriste, vient d'être libéré à Paris en échange des otages d'un avion piraté et manquera d'éliminer tous les témoins des événements de 1943. Ilytch assiste, impuissant, à la libération de Scherner, commanditaire de l'attentat. Se sentant traqué, Max se réfugie dans un vieil appartement sans savoir que sa jeune compagne, Françoise (Claude Jade), est à la solde de Scherner. Max montre à Françoise de vieux films secrets qu'il veut faire vendre aux enchères par l'avocat Legraine (Curd Jürgens).
Lors d'un détournement d'avion initié par Scherner, la fille de Marie, Nathalie (Natalia Belokhvostikova dans un double rôle) fait également la connaissance d'Andrei. L'inspecteur de police parisien Georges Roche (Alain Delon), qui veut protéger le témoin Marie, fait la connaissance de Nathalie. Et Legraine se fait voler des microfilms qui devaient être vendus aux enchères.
Françoise provoque Max en affirmant qu'elle travaille pour Scherner, mais qu'elle a pitié de lui. Françoise l'emmène dans une nouvelle cachette.

## Fiche technique
Sauf indication contraire, les informations mentionnées dans cette section peuvent être confirmées par la base de données cinématographiques Unifrance,  présente dans la section « Liens externes ».
- Titre français : Téhéran 43 ou Téhéran 43 - Nid d'espions[2],[3]
- Titre original russe : Тегеран-43, Tegeran-43
- Titre allemand : Teheran 43 - Killer sind immer unterwegs[4]
- Réalisation : Alexandre Alov, Vladimir Naoumov, Mikhaïl Chatrov (ru)
- Assistant à la réalisation : Natalia Terpsikhorova, Meyer Berreby
- Scénario : Alexandre Alov, Vladimir Naoumov
- Photographie : Valentin Jelezniakov (ru)
- Montage : Catherine Kelber
- Son : Roland Kazarian (hy)
- Musique : Georges Garvarentz, Mieczyslaw Weinberg
- Décors : Evgueni Tcherniav (ru), Vladimir Kirs
- Costumes : Lidia Novi (ru)
- Société de production : Mosfilm, Méditerranée Cinéma Productions (France), Prodis Film (Suisse)
- Pays de production :  Union soviétique -  France -  Suisse
- Langue de tournage : russe
- Format : Couleur - 2,20:1 - Son 70 mm 6-pistes - 70 mm
- Genre : Espionnage
- Durée : 
  - Union soviétique : 144 minutes (2 h 24) ; version longue 192 minutes (3 h 12)
  - France : 129 minutes (2 h 9)
- Dates de sortie :
  - France : 8 juillet 1981
  - Union soviétique : 16 juillet 1981 (Festival de Moscou 1981)

## Distribution
- Natalia Belokhvostikova (VF : Martine Messager) : Marie / Nathalie
- Igor Kostolevsky (VF : Bernard Murat) : André Borodin (en VO : Андрей Бородин, Andreï Borodine)
- Armen Djigarkhanian (VF : Henry Djanik) : Max Richard
- Claude Jade (VF : Elle-même) : Françoise
- Alain Delon (VF : Lui-même) : Georges Foche
- Curd Jürgens (VF : Lui-même) : Legraine
- Albert Filozov (VF : Edmond Bernard) : Scherner
- Georges Géret (VF : Lui-même) : Dennis Pew
- Nikolaï Grinko (VF : Jean-François Laley) : Hermolin
- Gleb Strijenov (ru) (VF : Gabriel Cattand) : Gérard Simon
- Jacques Roux (VF : Claude Joseph) : Mr Johnson
- Jess Hahn : terroriste
- Mike Marshall : terroriste
- Evelyne Kraft : Jill, la fausse secretaire de Johnson
- Elena Dobronravova : Mlle Héral, la secretaire de Legraine
- Badur Tzuladze : fils du perse assassiné
- Dmitri Matveev: jeune assistant d'André à Moscou
- Roland Malet : un inspecteur a l'aéroport
- Guy Delorme : un des assassins de Foche
- Vladimir Bassov : chauffeur de taxi
- Wacław Dworzecki : passager dans l'avion[5]

## Production

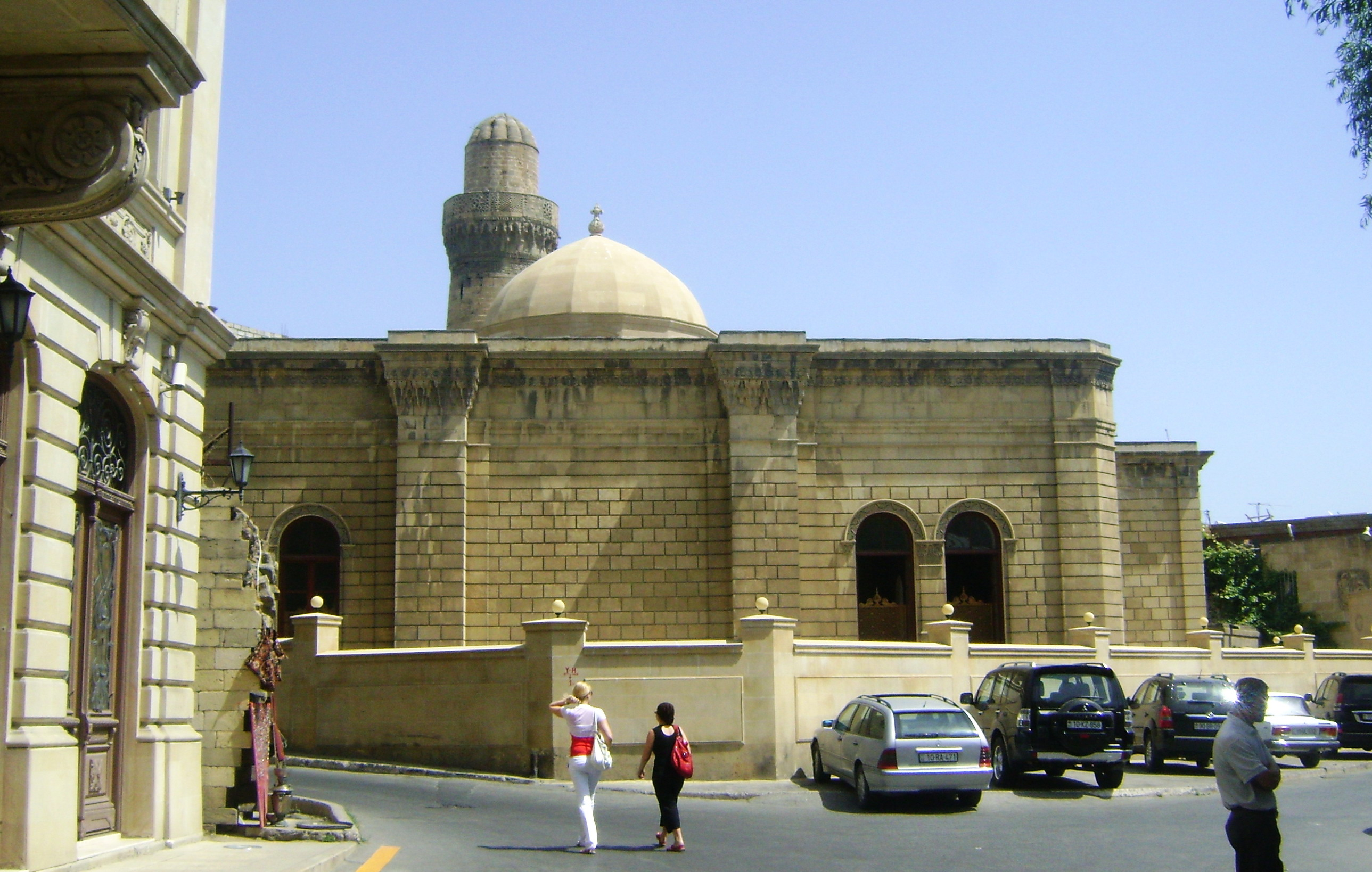
La mosquée Djuma dans la rue Asaf Zeynally à Bakou, lieu de tournage du film.

### Scénario
Il existe des preuves que les Allemands ont bien tenté de mener l'Opération Grand Saut à Téhéran pour assassiner les Staline, Churchill et Roosevelt, mais celle-ci a été bloquée par les services de renseignement soviétiques. Lors de l'écriture du scénario du film, la question suivante a été posée : à supposer qu'une tentative d'assassinat ait été possible, comment aurait-elle pu être menée à bien ? Il a été conclu que l'ambassade aurait pu être pénétrée en utilisant des cordes - les canaux du système d'approvisionnement en eau qui, à Téhéran, est très différent de celui des autres villes du monde. Une partie du tournage du film a eu lieu à Bakou, dont les bâtiments anciens sont extérieurement semblables aux maisons de Téhéran,, en particulier la « résidence de Gani Mammadov (ru) ».

### Attribution des rôles
Le film met en scène trois vedettes internationales : Alain Delon (dans le rôle d'un inspecteur de police français), Claude Jade (qui a également joué dans un autre film soviétique, Lénine à Paris) et Curd Jürgens, qui joue ici son avant-dernier rôle au cinéma. Vladimir Naoumov a témoigné : « Bien sûr, la présence de Delon dans le film a contribué à son succès. 100 millions de billets ont été vendus en URSS, une somme colossale, un record cette année-là. Le film a remporté le prix principal du Festival international de Moscou et de nombreux autres prix de toutes sortes. Il a très bien marché en France et a été vendu dans de nombreux pays du monde. »
« Среди ярких и, право же, необычных для нас актёрских дуэтов — Наталия Белохвостикова и Ален Делон, Армен Джигарханян и Клод Жад, Жорж Жере и Альберт Филозов… Причём очень важно, что западные кинозвёзды не просто блистают на небосклоне „Тегерана“, а с полной отдачей работают на выражение идеи, политической и художественной концепции фильма. »
— Andreï Zorky

« Parmi les duos d'acteurs brillants et, bien sûr, inhabituels pour nous, Natalia Belokhvostikova et Alain Delon, Armen Djigarkhanian et Claude Jade, Georges Géret et Albert Filozov... Il est très important que les vedettes du cinéma occidental ne se contentent pas de briller dans le ciel de « Téhéran », mais qu'elles s'engagent pleinement dans l'expression de l'idée, du concept politique et artistique du film. »
.
Natalia Belokhvostikova joue trois rôles dans le film : celui de la traductrice Marie, de sa fille Natalie et de sa mère (dans la scène des souvenirs d'enfance de Marie). Natalia Naoumova, fille de Natalia Belokhvostikova et de Vladimir Naoumov, a joué les rôles de Marie enfant et d'une fille qui lui ressemble dans l'avion.

## Exploitation
Avec 47 500 000 spectateurs pour 1 324 copies, ce film est classé 62e sur la liste des plus grands succès de tous les temps en URSS.

## Postérité
Bien des années plus tard est sorti un documentaire intitulé « Воспоминания о создании фильма „Тегеран-43“ » (litt. « Souvenirs de la création du film “Téhéran-43” »). Vladimir Naoumov y raconte comment, en raison de l'impossibilité de réaliser un tournage à grande échelle à Téhéran, des maquettes de quartiers résidentiels ont été spécialement construites dans l'un des pavillons de Moscou.